# Galerie David d'Angers
La galerie David d'Angers est un musée situé à Angers en Maine-et-Loire, dans le site de l'ancienne abbaye Toussaint. Il est consacré aux œuvres du sculpteur David d'Angers, dont il tient son nom. La collection est composée essentiellement des plâtres originaux qui sont les étapes préparatoires à la sculpture de bronze ou de marbre. L'établissement est labellisé « Musée de France ».

## Historique
L'artiste angevin Pierre-Jean David d'Angers (1788-1856), sculpteur, médailleur et dessinateur du XIXe siècle, produit une importante quantité d'œuvres. En 1811, il offre à la ville trois de ces œuvres récompensées. Il devient une figure célèbre du romantisme dans sa région natale, à qui il fait don de nombreuses œuvres. À partir de 1839 la ville d'Angers lui consacre un lieu d'exposition, localisé pendant près de cent cinquante ans dans le réfectoire du musée des beaux-arts,. Au début du XXe siècle, la plus importante collection de sculptures du musée est celle de David d'Angers, comprenant plus de 400 pièces données par l'artiste, complétée en 1903 par la donation de Mme Leferme, née David-d'Angers.
Au début des années 1980 la décision est prise de transférer l'exposition dans l'ancienne abbatiale Toussaint, datant du XIIe siècle et complètement restructurée en 1984 par l'architecte Pierre Prunet pour y accueillir le musée. Le toit et sa charpente, par exemple, ont été réalisés en poutres métalliques couvertes intégralement de panneaux de verre laissant passer la lumière zénithale naturelle, l'ensemble étant agrémenté des matériaux locaux comme le tuffeau et l'ardoise,,. La galerie David d'Angers est créée en 1983, et inaugurée le 22 mai 1984.
L'établissement est labellisé Musée de France. Sa fréquentation est de 25 264 visiteurs en 2003, 20 055 en 2007 et 22 691 en 2011.

## Collections
Les œuvres de David d'Angers sont aujourd'hui disséminées dans plusieurs parties du monde, principalement en Europe et aux États-Unis. Le musée David d'Angers permet d'accéder aux œuvres dans un lieu unique, dont la collection est principalement constituée de modèles d'atelier en plâtre. On y trouve des statues, des bustes et des médaillons. En février 2016, le catalogue Joconde répertorie 985 œuvres dans l'établissement.
Les collections de sculptures, imposantes par leur taille, sont placées au niveau bas de façon à créer une perspective depuis la mezzanine. On peut y voir une œuvre majeure, constituée des travaux préparatoires à la réalisation du fronton du Panthéon de Paris, dont une sculpture réalisée au tiers et visible à hauteur d'homme. La mezzanine accueille les plus petites œuvres, dessins, bustes de personnalités littéraires, politiques ou amis de David, ainsi qu'une centaine de médaillons.

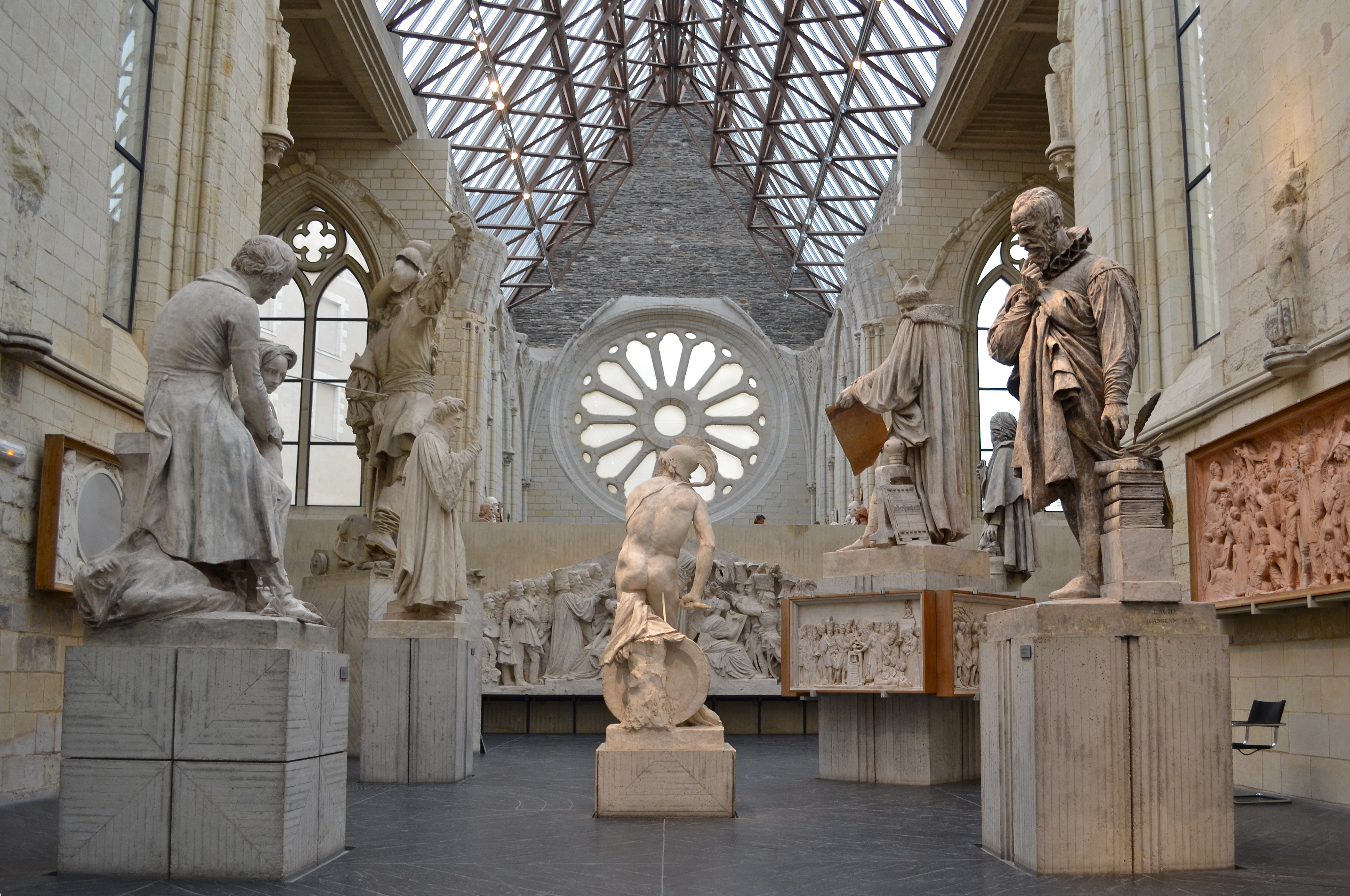
La galerie vue depuis l'entrée.
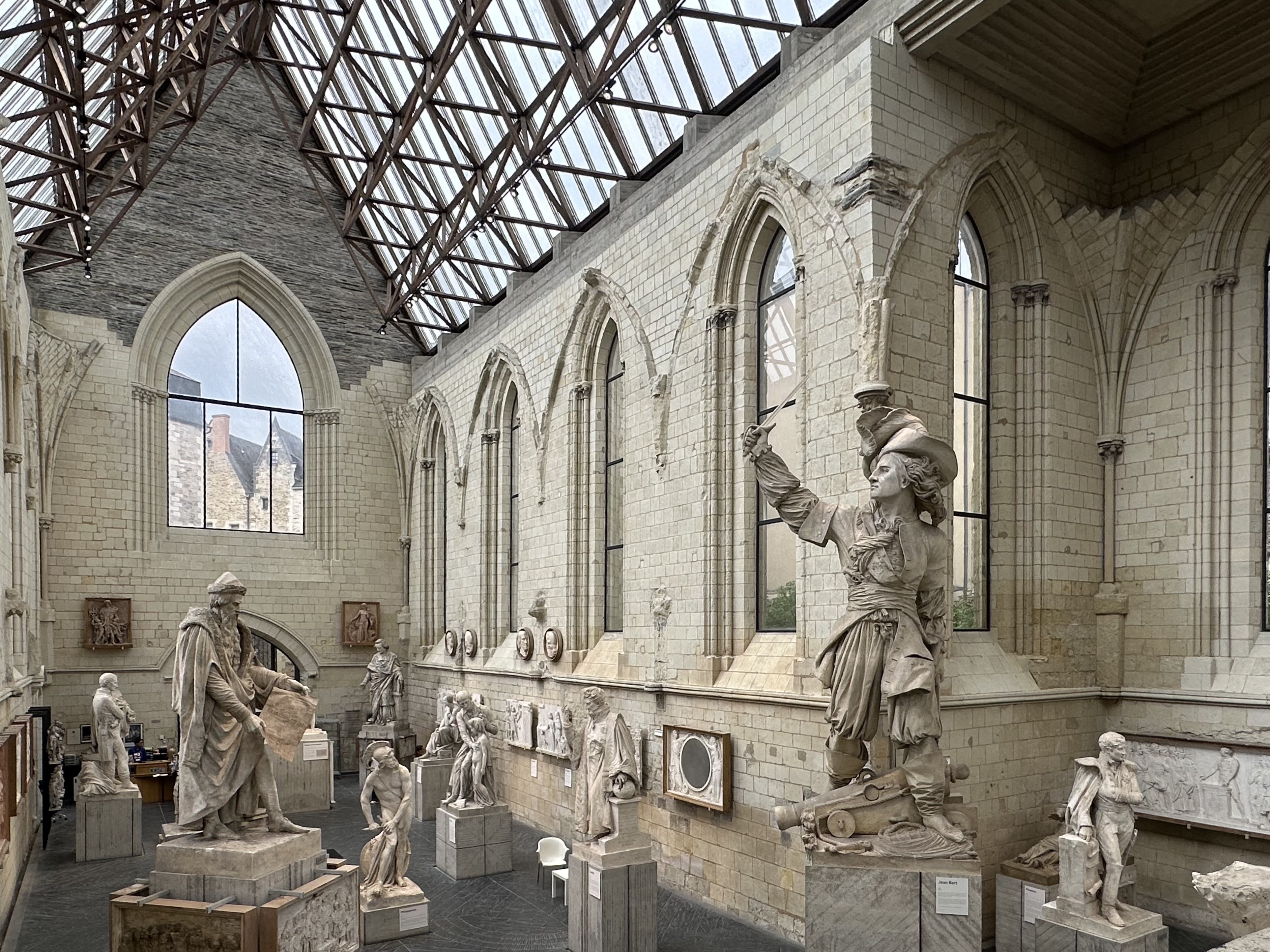

## Quelques œuvres

### Statues

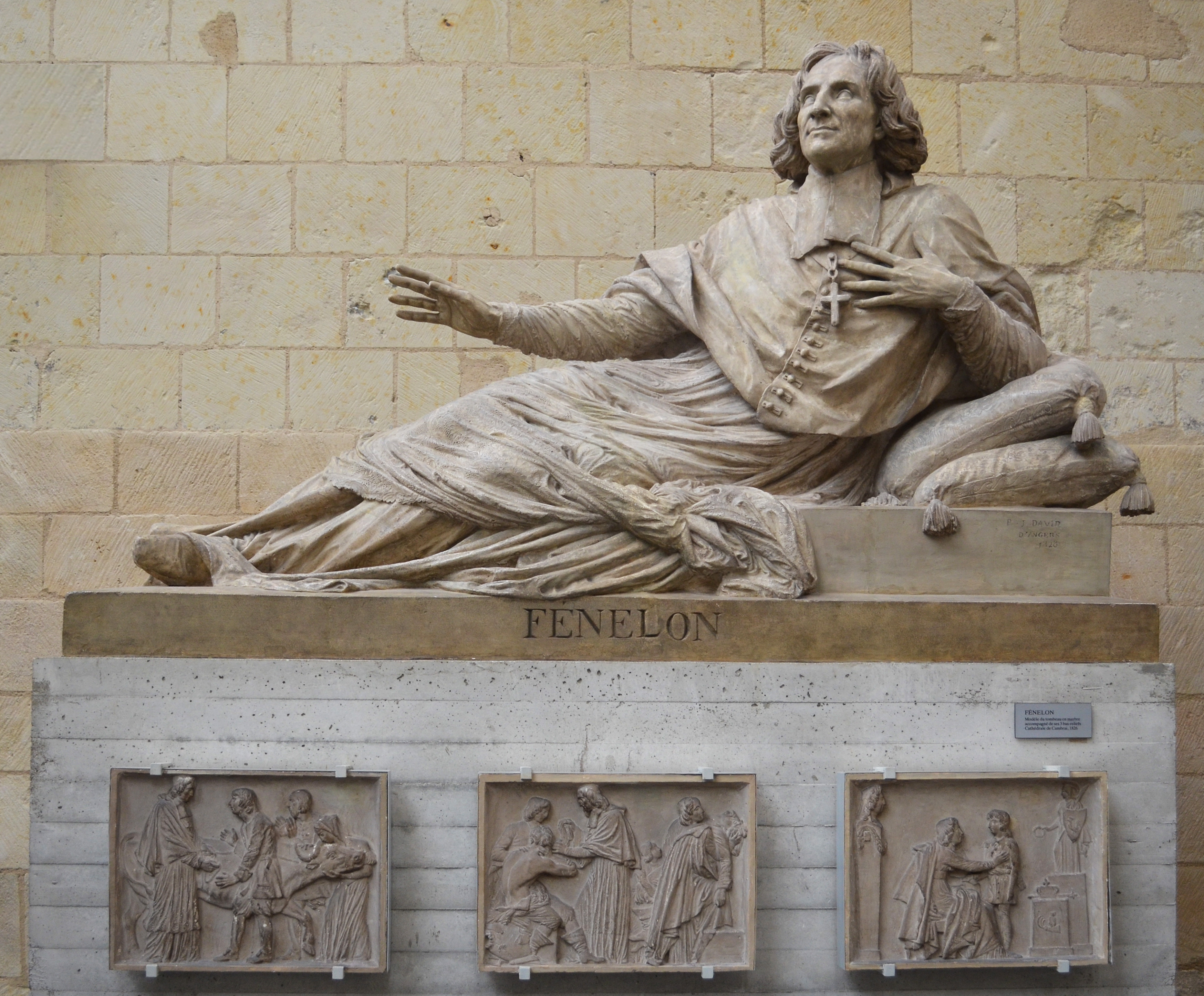
Le tombeau de Fénelon (1826)[15].
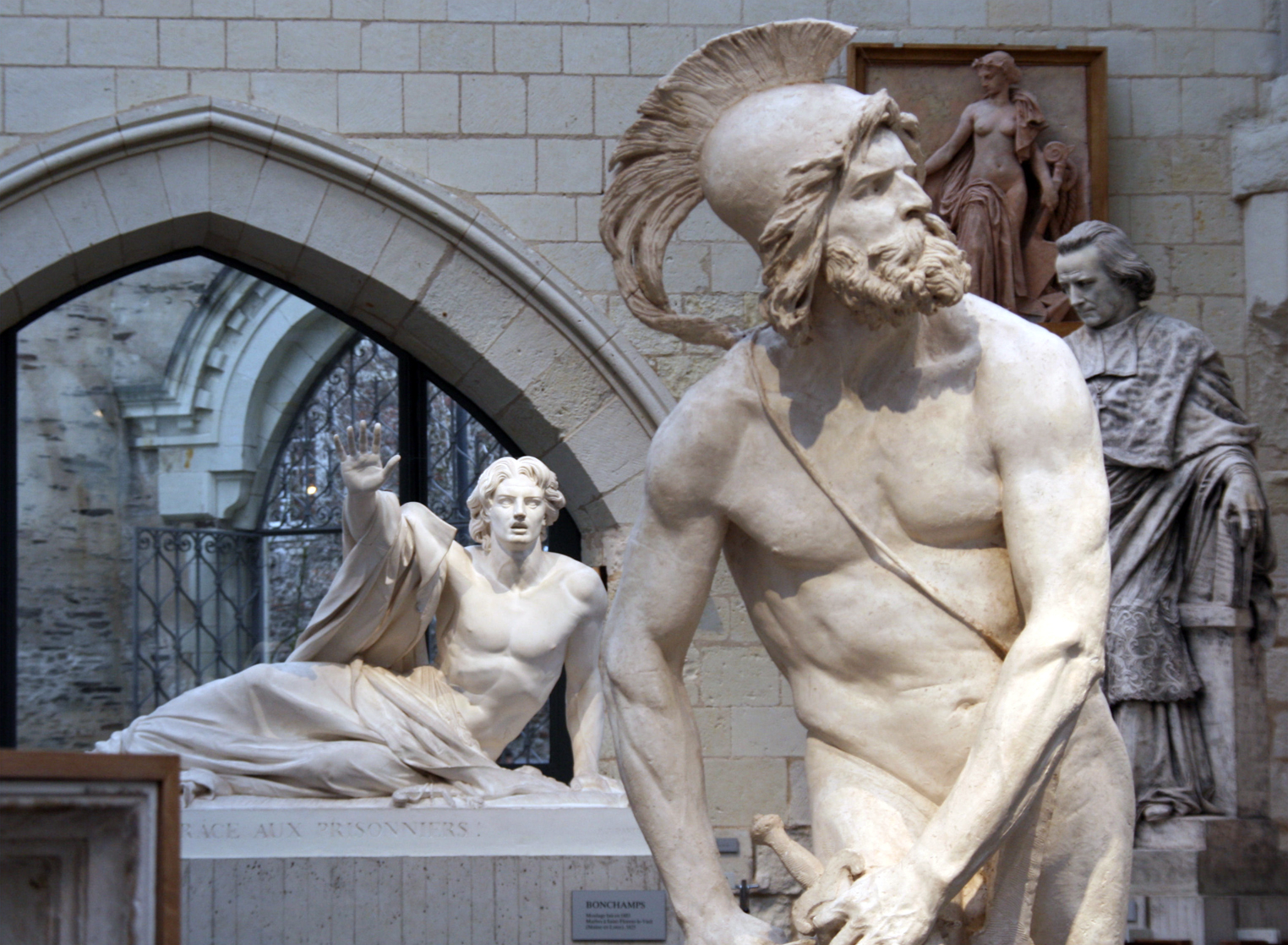
Au premier plan, Philopœmen, le dernier des Grecs (1838)[16].
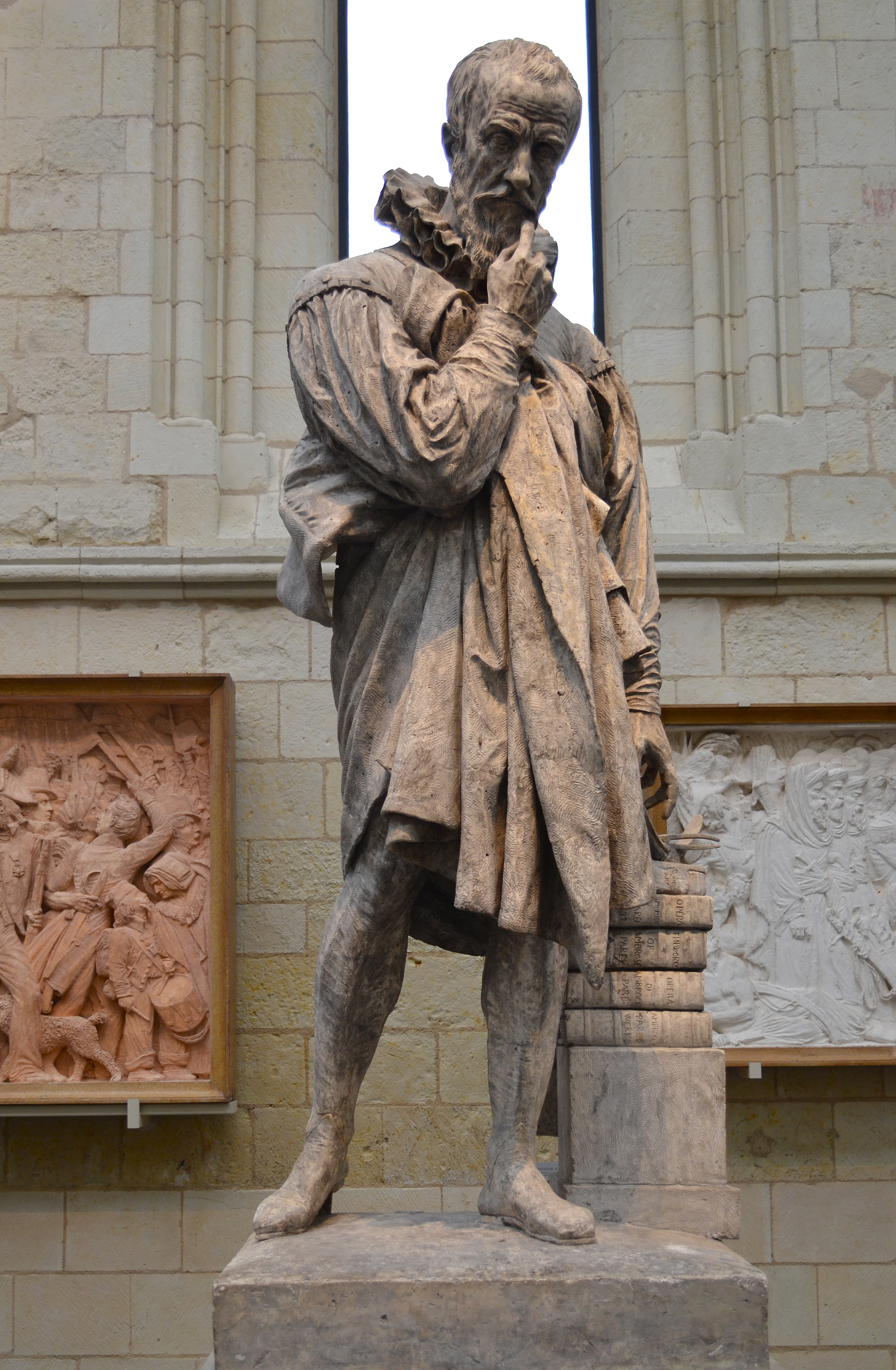
Ambroise Paré (1839)[17].
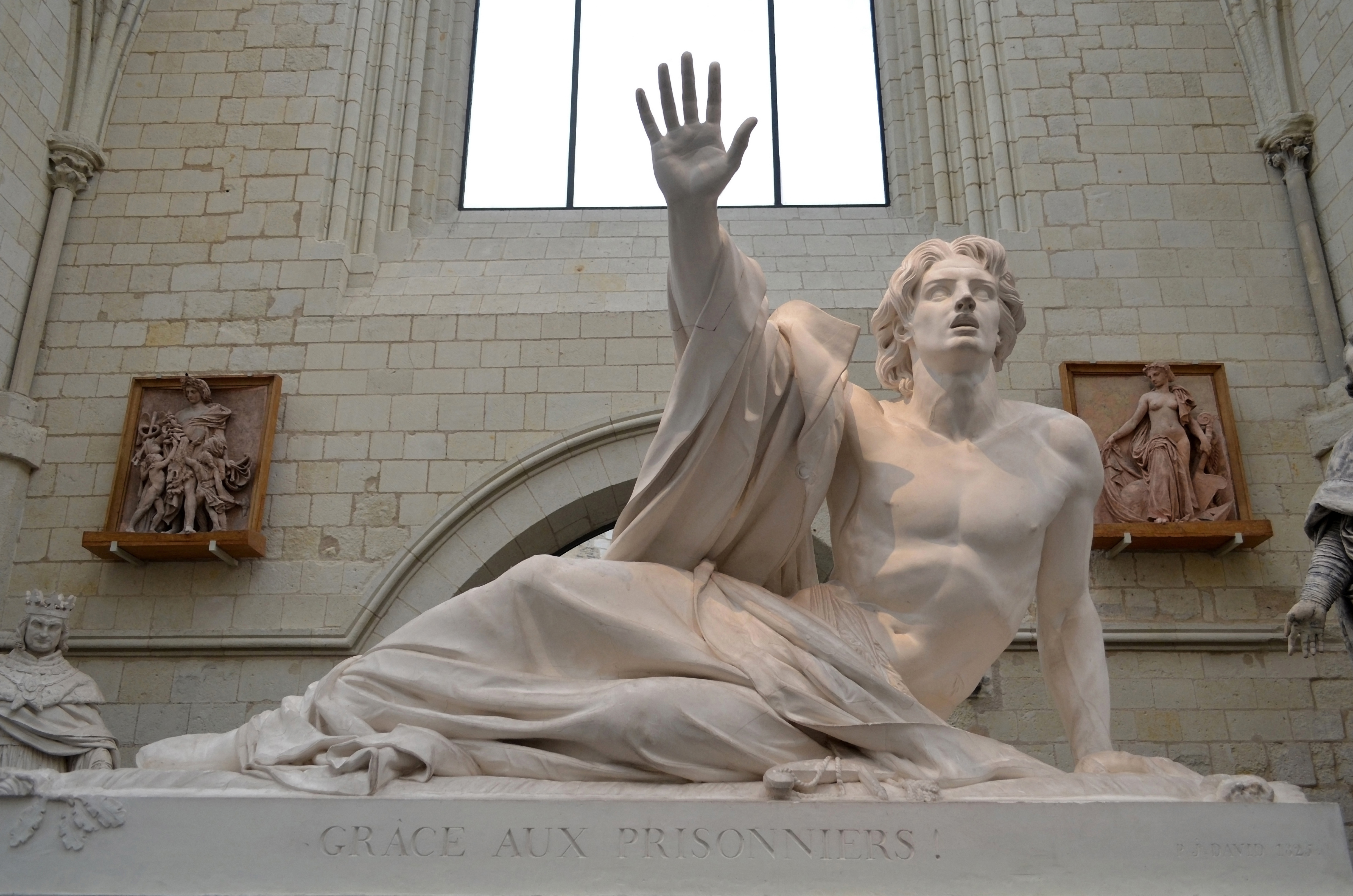
Marquis de Bonchamps (1883)[18].

### Bustes

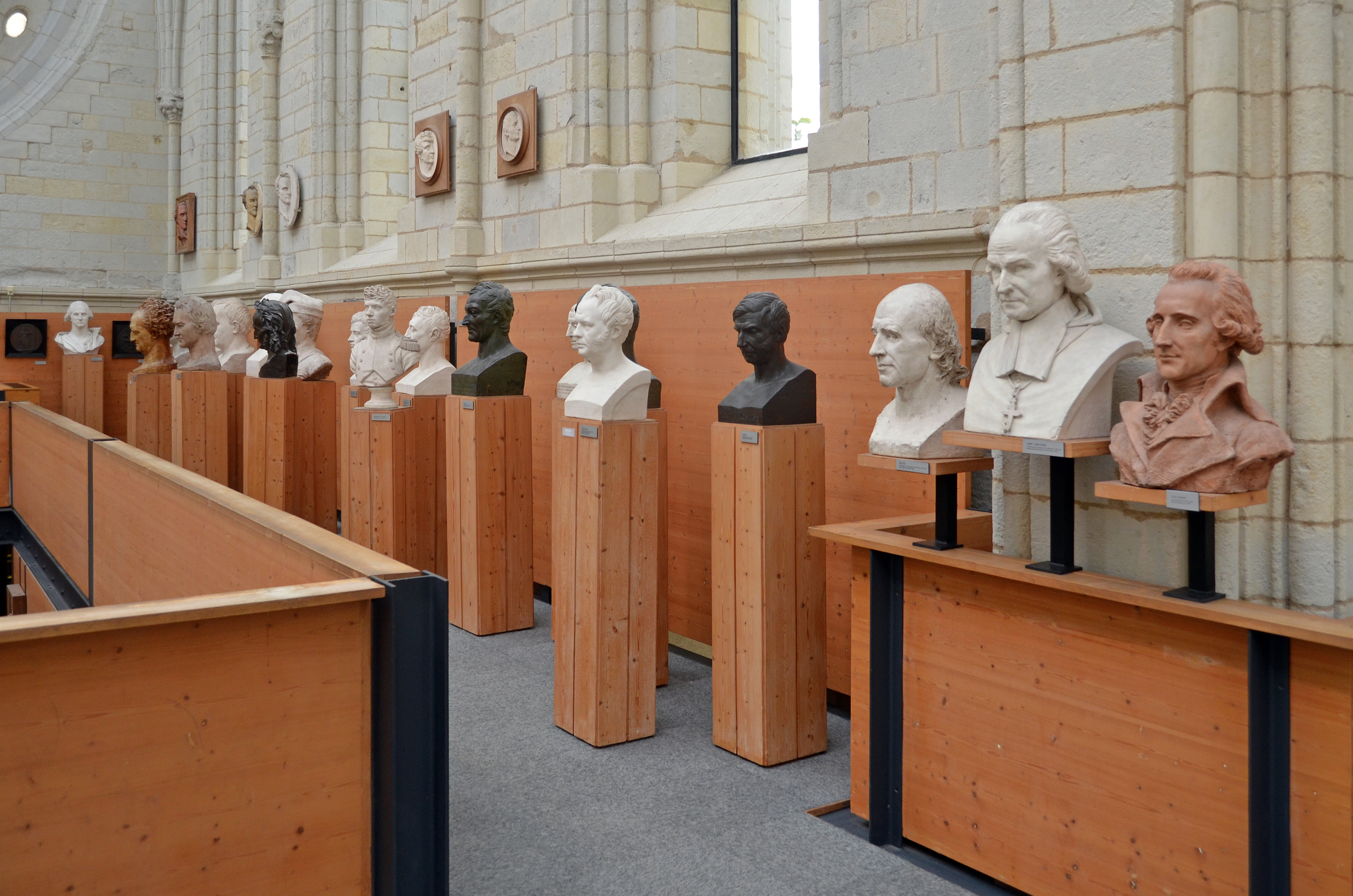
Galerie des bustes.
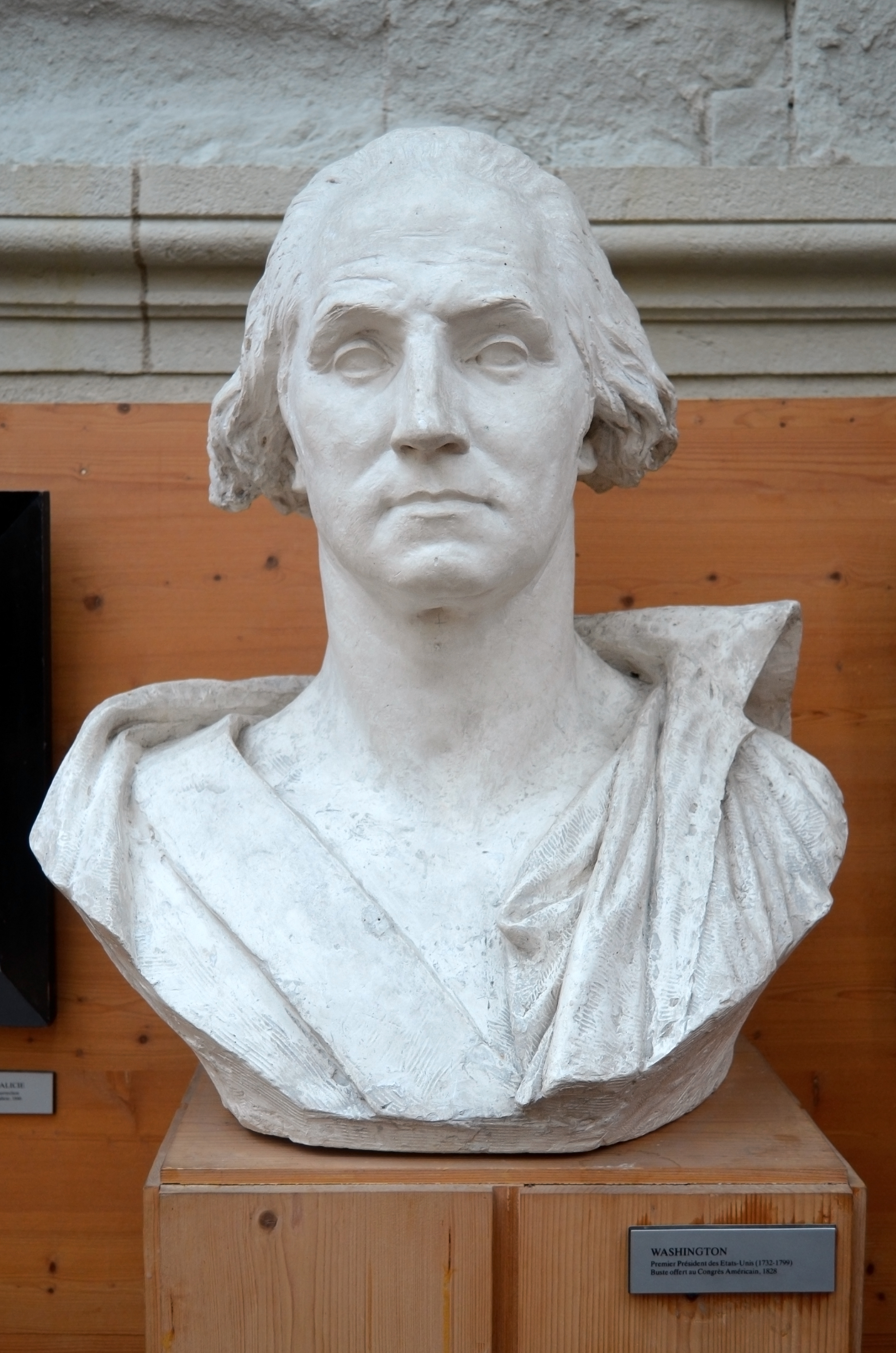
George Washington (1828).
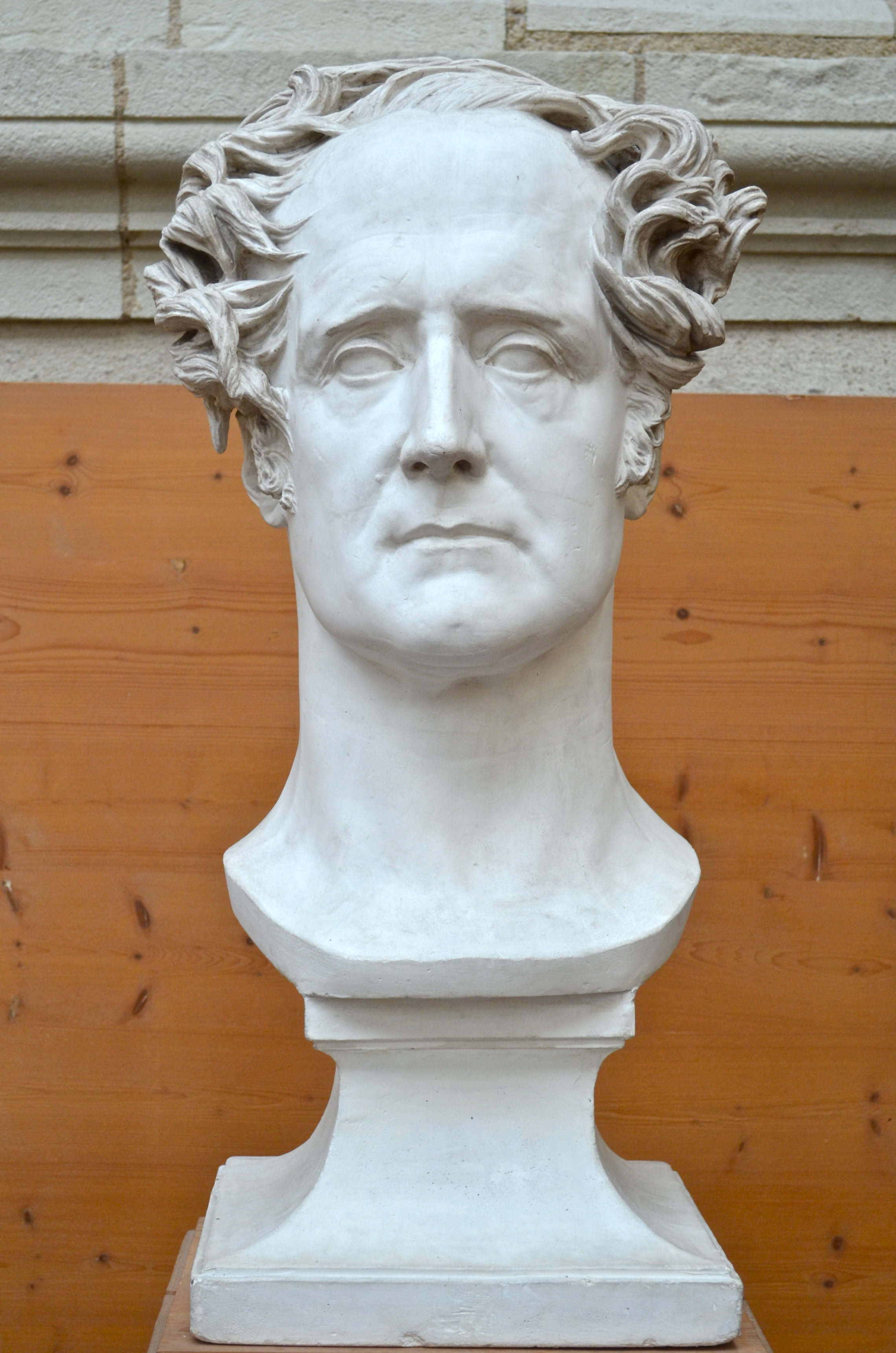
François-René de Chateaubriand (1829)[19].
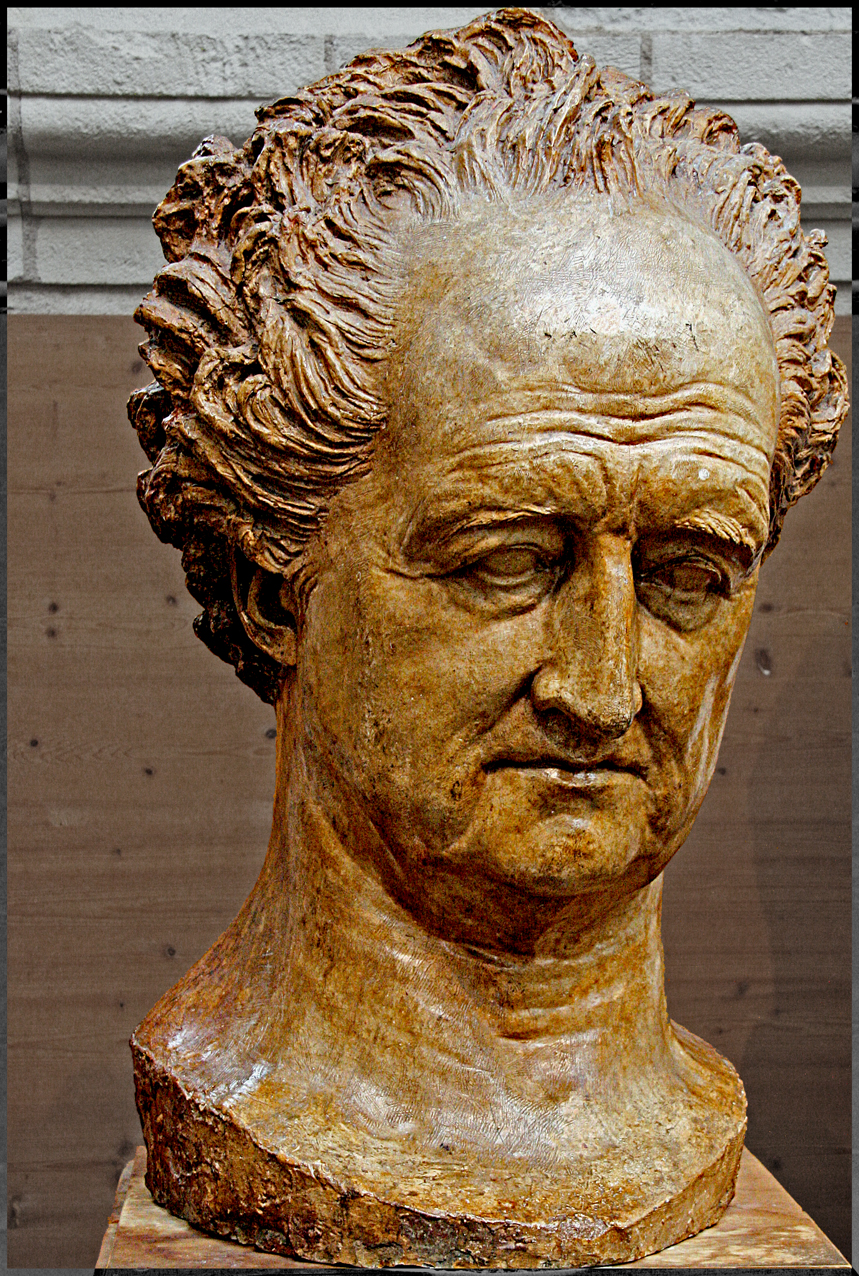
Jean Wolfgang Goethe (1831)[20].
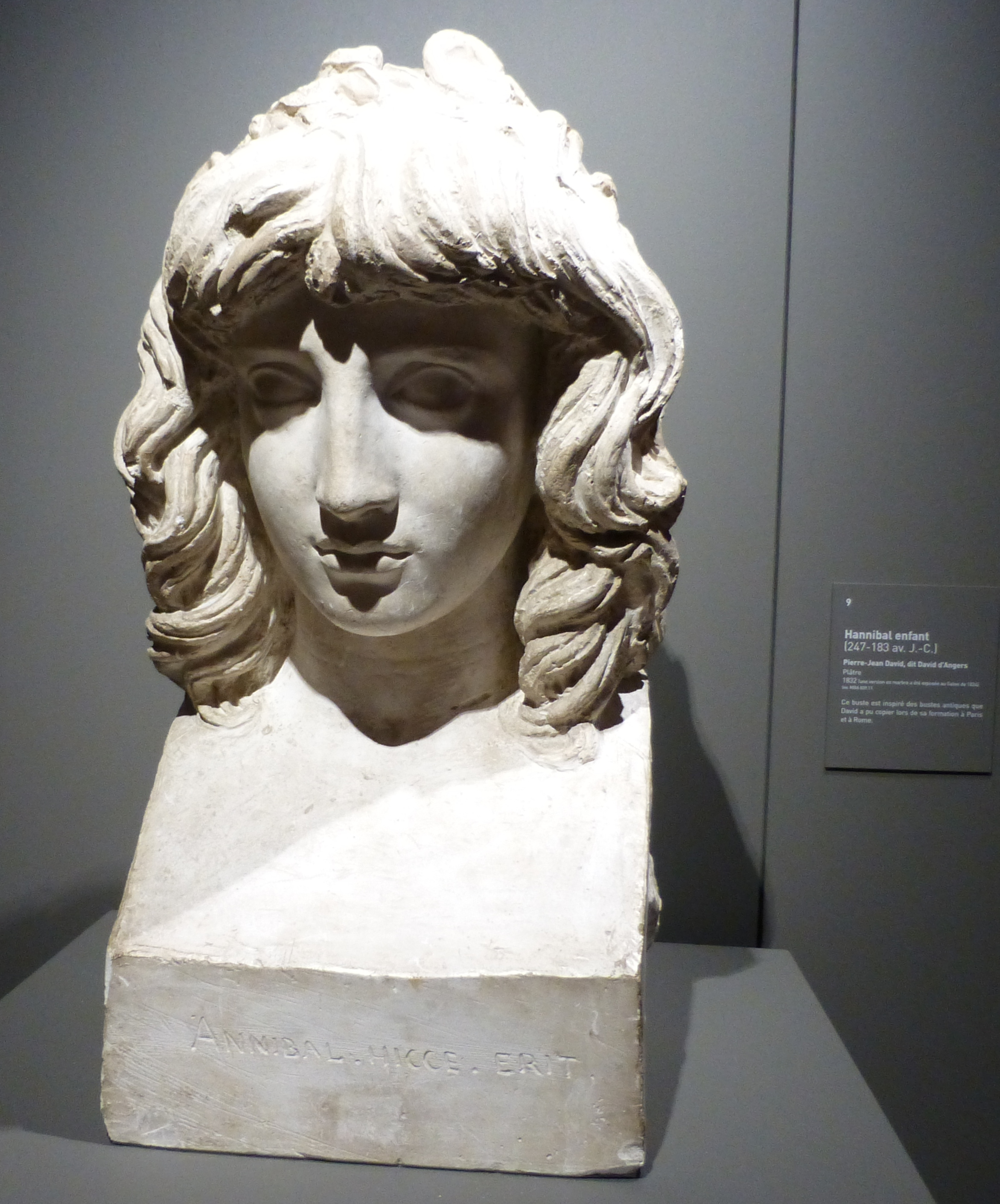
Hannibal enfant (1832)[21].
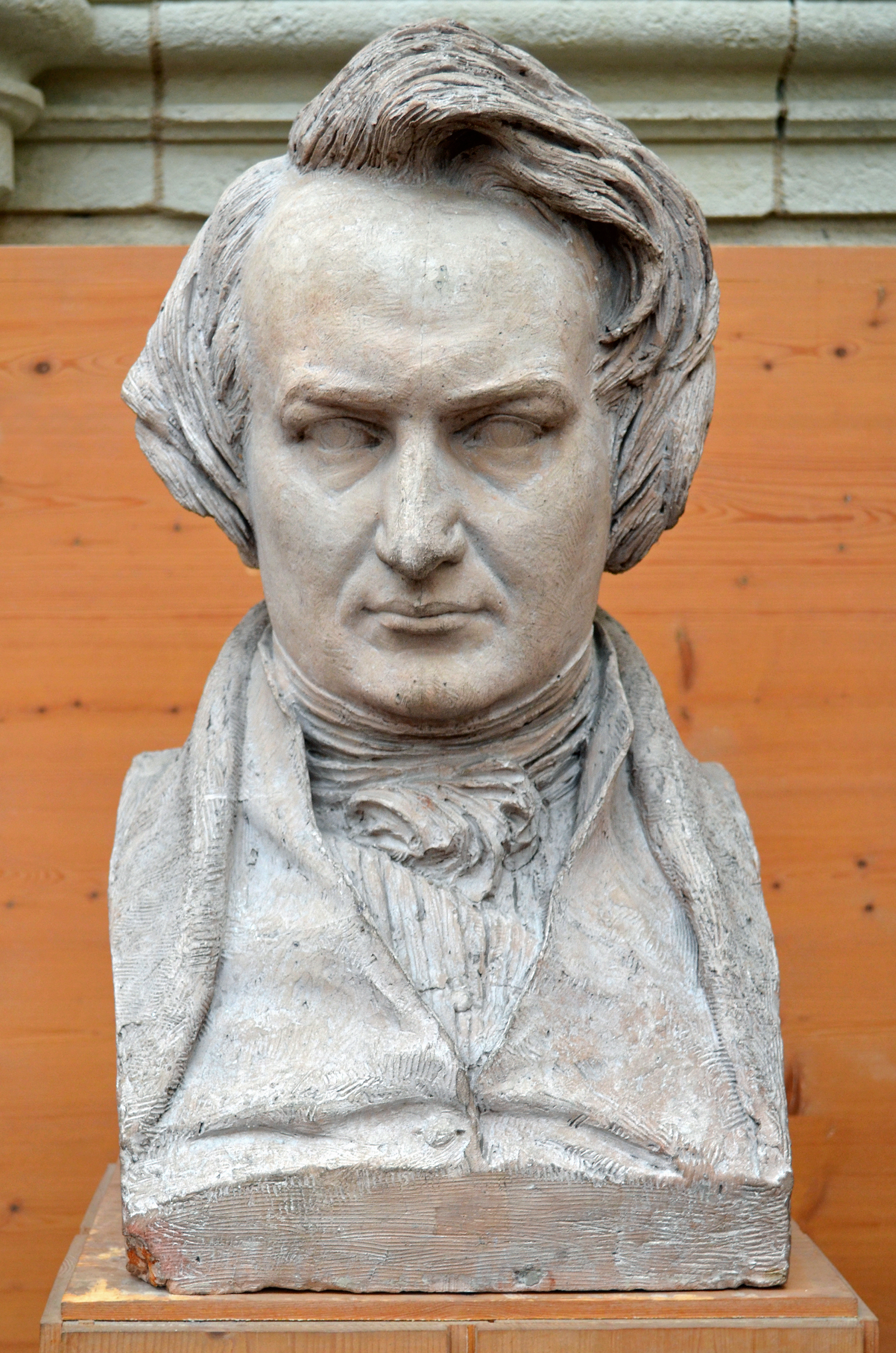
Victor Hugo (1837)[22].
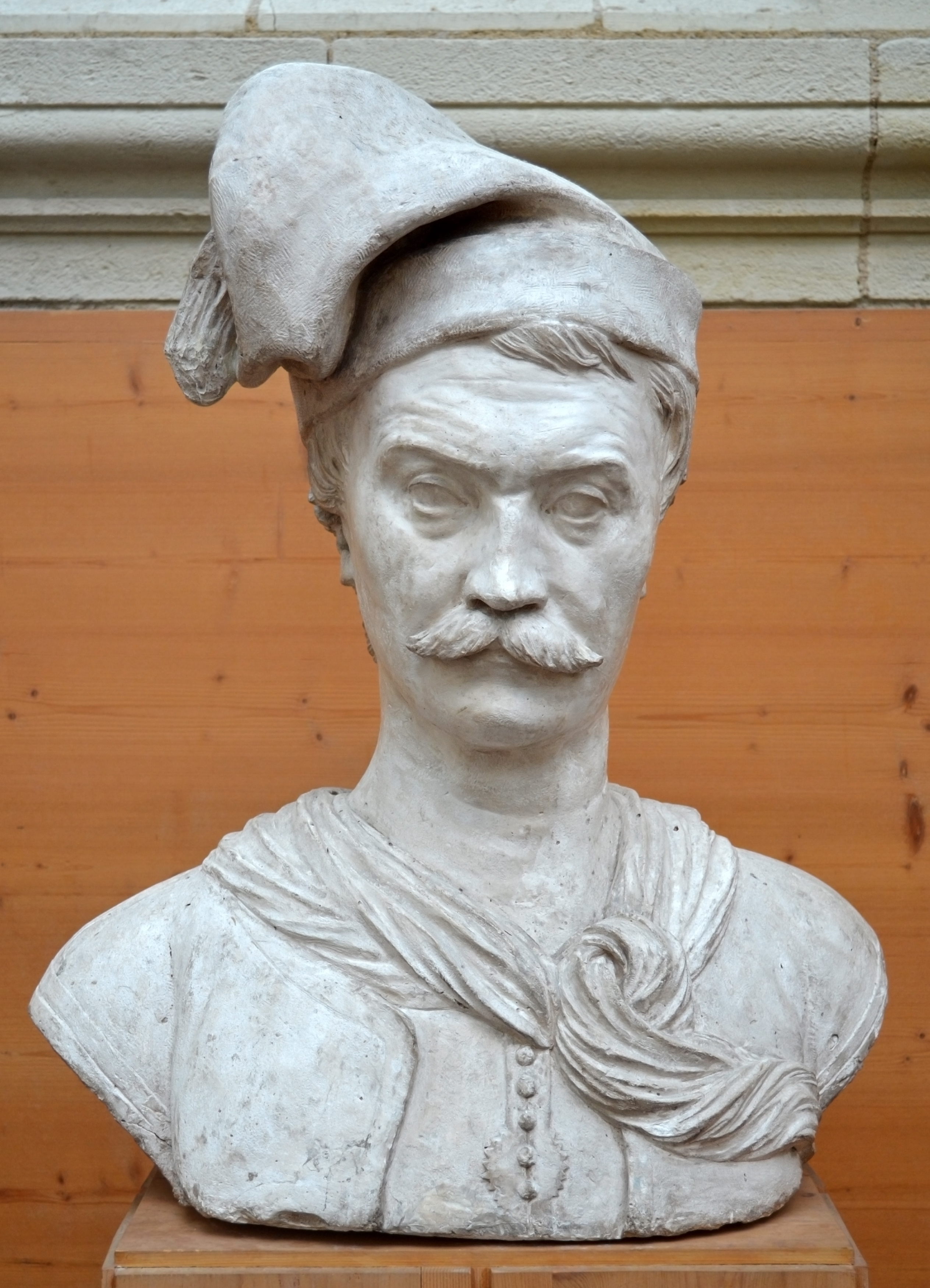
Konstantinos Kanaris (1852).

### Médaillons

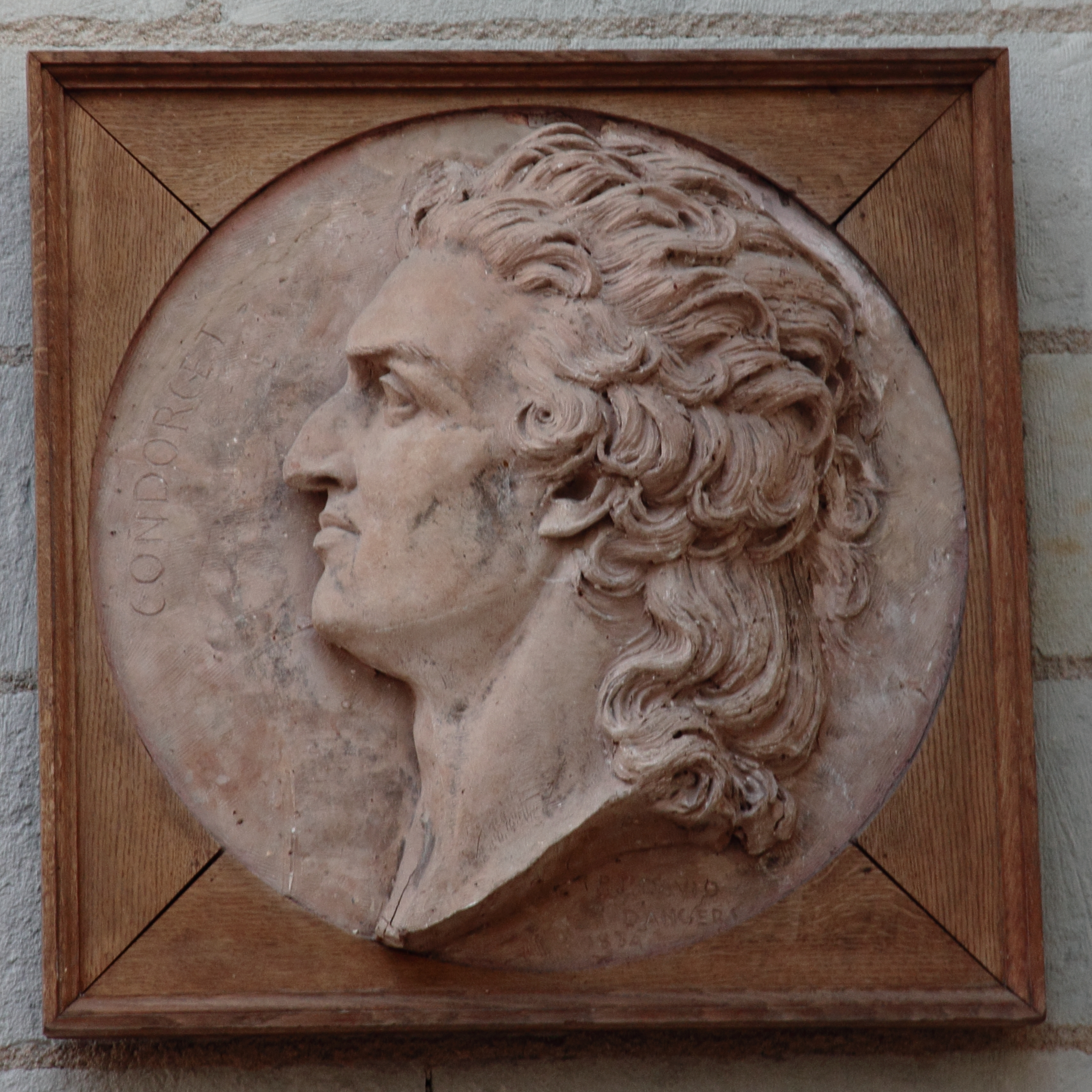
Nicolas de Condorcet (1834)[23].
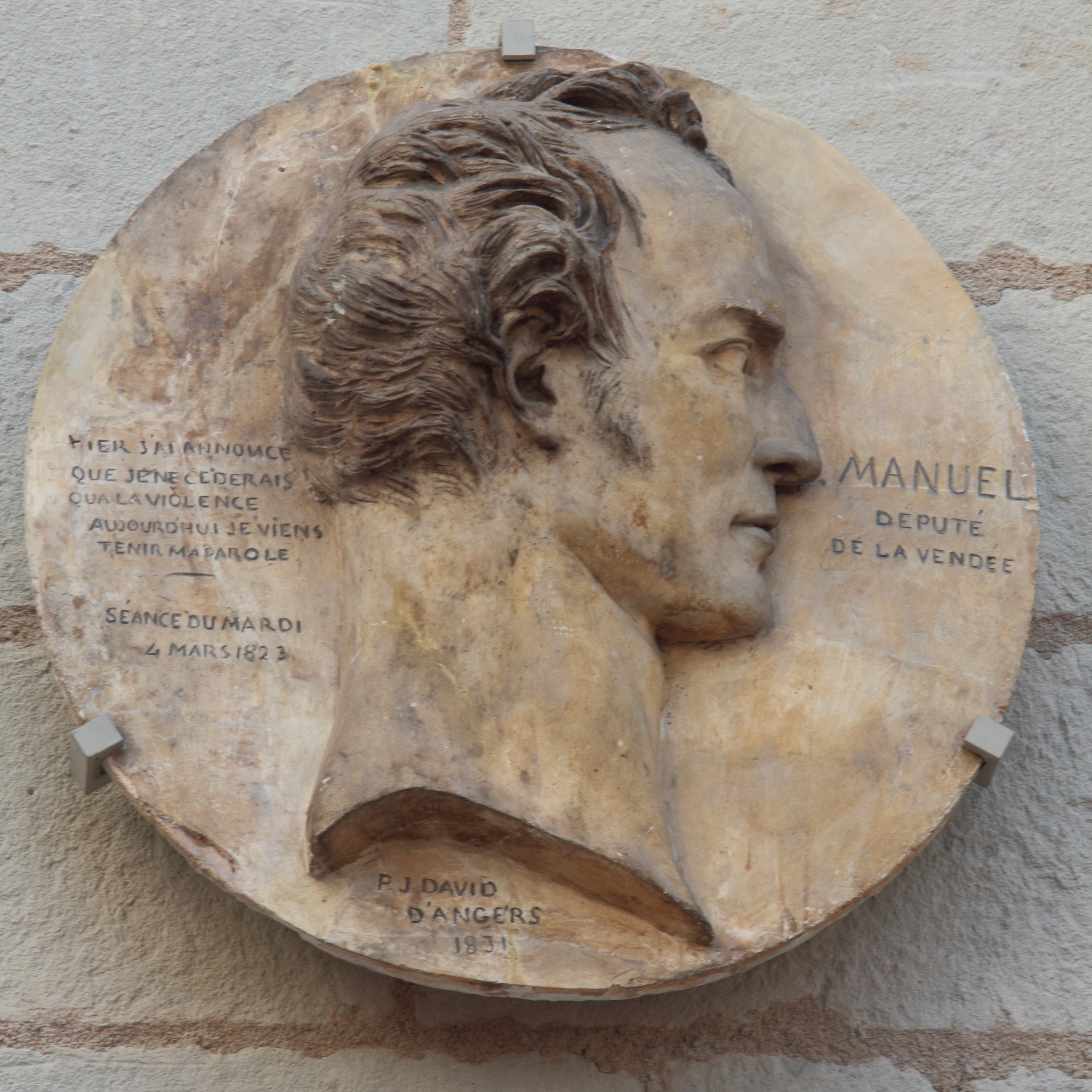
Jacques-Antoine Manuel (1838)[24].
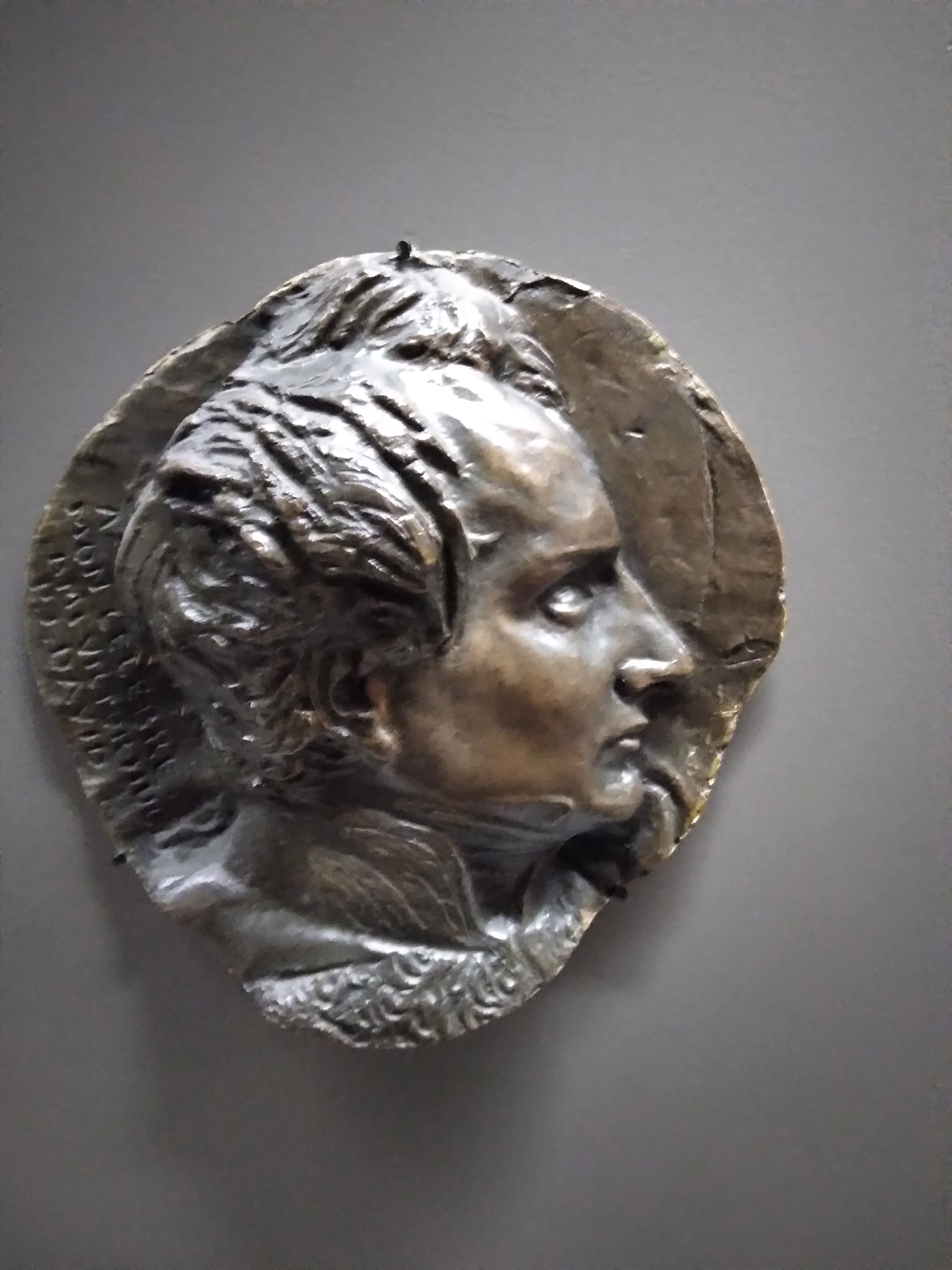
Victor Hugo.

## Fréquentation
| Année | Entrées gratuites | Entrées payantes | Total  |
| ----- | ----------------- | ---------------- | ------ |
| 2001  | 9 587             | 7 568            | 17 155 |
| 2002  | 12 563            | 7 659            | 20 222 |
| 2003  | 18 236            | 7 028            | 25 264 |
| 2004  | 16 075            | 6 178            | 22 253 |
| 2005  | 16 266            | 6 804            | 23 070 |
| 2006  | 16 996            | 6 861            | 23 857 |
| 2007  | 13 297            | 6 758            | 20 055 |
| 2008  | 15 709            | 6 957            | 22 666 |
| 2009  | 14 260            | 7 228            | 21 488 |
| 2010  | 15 467            | 6 727            | 22 194 |
| 2011  | 16 036            | 6 655            | 22 691 |
| 2012  | 16 492            | 6 860            | 23 352 |
| 2013  | 15 572            | 6 804            | 22 376 |
| 2014  | 18 581            | 7 210            | 25 791 |
| 2015  | 26 548            | 8 852            | 35 400 |
| 2016  | 16 297            | 8 844            | 25 141 |
| 2017  | 16 457            | 10 119           | 26 576 |

## Expositions temporaires
La galerie David d'Angers propose un accrochage renouvelé de ses collections. C'est ainsi que l'établissement présente en 2014 les dessins de l'artiste pour le décor du théâtre de l'Odéon, en 2015 les liens entre son art du portrait et la phrénologie, et en 2016 les étapes de sa carrière ainsi que les techniques de la sculpture au XIXe siècle.

## Autres activités
Le musée participe ou organise des manifestations, telles la Nuit européenne des musées  ou la Nuit magique à la galerie David-d'Angers en février 2016, permettant d'explorer la galerie en nuit. L'établissement participe aussi aux Journées européennes du patrimoine.

## Administration
La galerie est une annexe du musée des beaux-arts d'Angers qui la jouxte, établissement municipal de la ville d'Angers. Les musées d'Angers comprennent le musée des beaux-arts, la galerie David d'Angers, le musée-château de Villevêque, le musée Jean-Lurçat, le muséum des sciences naturelles d'Angers et le musée Pincé.
Direction de l'établissement :
- Viviane Huchard, conservatrice des musées d'Angers de 1974 à 1992[31] ;
- Patrick Le Nouëne, conservateur en chef des musées d'Angers jusqu'en 2012[32],[33] ;
- Ariane James-Sarazin, conservatrice en chef d'octobre 2012 à décembre 2015[33],[30] ;
- Anne Esnault, conservatrice en chef depuis février 2016

## Localisation
La galerie David d'Angers se trouve en centre-ville d'Angers, rue Toussaint. Le musée occupe les locaux de l'ancienne abbaye Toussaint ; site classé au titre des Monuments historiques.
En février 2016, elle est desservie par plusieurs lignes de bus d'Angers, dont la .